# Beatrix van Zwaben

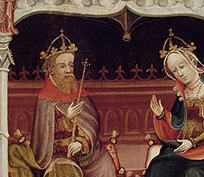
Otto IV en Beatrix van Zwaben

Beatrix van Zwaben (Worms, 1198 - Nordhausen, 11 augustus 1212) was een Duitse prinses uit de familie Hohenstaufen en door haar huwelijk keizerin van het Heilige Roomse Rijk. Het verbreken van haar verloving met Otto van Wittelsbach leidde tot de moord op haar vader. In de machtsstrijd tussen de Hohenstaufen en de Welfen werd zij vervolgens uitgehuwelijkt aan keizer Otto IV. Zij stierf echter al enkele dagen na de bruiloft. 

## Biografie
Beatrix van Zwaben was de dochter van Filips van Zwaben, Koning van Duitsland, en Irene van Byzantium. Zij wordt ook wel Beatrix de oudere genoemd om haar te onderscheiden van een jongere zuster met dezelfde naam.
Als zeer jong kind werd ze in 1203 verloofd met Otto VIII van Wittelsbach. Deze huwelijksovereenkomst werd echter in 1208 door haar vader verbroken. In een wraakactie vermoordde Otto van Wittelsbach vervolgens op 21 juni 1208 Filips van Zwaben.  
Op aandringen van de Duitse vorsten  kwam er een verloving tot stand met de Welfische Keizer Otto IV (1175 - 1218). In 1212 werd het huwelijk gesloten waardoor Otto IV controle kreeg over de bezittingen en de aanhang van de Hohenstaufen. Beatrix van Zwaben overleed geheel onverwacht al tien dagen na de bruiloft. Na haar dood voelden de Zwaben zich niet meer verbonden met de Welfische zaak. 
Beatrix van Zwaben is begraven in de Dom van Braunschweig.

## Voorouders
| Voorouders van Beatrix van Zwaben (1198-1212) | Voorouders van Beatrix van Zwaben (1198-1212)                                        | Voorouders van Beatrix van Zwaben (1198-1212)                                        | Voorouders van Beatrix van Zwaben (1198-1212)                                        | Voorouders van Beatrix van Zwaben (1198-1212)                                        | Voorouders van Beatrix van Zwaben (1198-1212)                         | Voorouders van Beatrix van Zwaben (1198-1212)                         | Voorouders van Beatrix van Zwaben (1198-1212)                 | Voorouders van Beatrix van Zwaben (1198-1212)                 |
| --------------------------------------------- | ------------------------------------------------------------------------------------ | ------------------------------------------------------------------------------------ | ------------------------------------------------------------------------------------ | ------------------------------------------------------------------------------------ | --------------------------------------------------------------------- | --------------------------------------------------------------------- | ------------------------------------------------------------- | ------------------------------------------------------------- |
| Overgrootouders                               | Frederik II van Zwaben (1090-1147) ∞ Judith van Beieren (1103-1130)                  | Frederik II van Zwaben (1090-1147) ∞ Judith van Beieren (1103-1130)                  | Reinoud III van Bourgondië (1093-1148) ∞ 1130 Agatha van Lotharingen (-)             | Reinoud III van Bourgondië (1093-1148) ∞ 1130 Agatha van Lotharingen (-)             | Andronikos Doukas Angelos (1133-1185) ∞ Euphrosyne Kastamonitissa (–) | Andronikos Doukas Angelos (1133-1185) ∞ Euphrosyne Kastamonitissa (–) | ? (-) ∞ ? (-)                                                 | ? (-) ∞ ? (-)                                                 |
| 'Grootouders                                  | Keizer Frederik I Barbarossa (1122-1190) ∞ 1156 Beatrix I van Bourgondië (1145–1184) | Keizer Frederik I Barbarossa (1122-1190) ∞ 1156 Beatrix I van Bourgondië (1145–1184) | Keizer Frederik I Barbarossa (1122-1190) ∞ 1156 Beatrix I van Bourgondië (1145–1184) | Keizer Frederik I Barbarossa (1122-1190) ∞ 1156 Beatrix I van Bourgondië (1145–1184) | Isaäk II Angelos (1156-1204) ∞ Herina (-)                             | Isaäk II Angelos (1156-1204) ∞ Herina (-)                             | Isaäk II Angelos (1156-1204) ∞ Herina (-)                     | Isaäk II Angelos (1156-1204) ∞ Herina (-)                     |
| Ouders                                        | Filips van Zwaben (1177-1208) ∞ 1197 Irena Angela (1181-1208)                        | Filips van Zwaben (1177-1208) ∞ 1197 Irena Angela (1181-1208)                        | Filips van Zwaben (1177-1208) ∞ 1197 Irena Angela (1181-1208)                        | Filips van Zwaben (1177-1208) ∞ 1197 Irena Angela (1181-1208)                        | Filips van Zwaben (1177-1208) ∞ 1197 Irena Angela (1181-1208)         | Filips van Zwaben (1177-1208) ∞ 1197 Irena Angela (1181-1208)         | Filips van Zwaben (1177-1208) ∞ 1197 Irena Angela (1181-1208) | Filips van Zwaben (1177-1208) ∞ 1197 Irena Angela (1181-1208) |